# 陈金烈
陈金烈（1930年—），男，福建晋江人，中华人民共和国企业家，曾任福建省归国华侨联合会副主席，第九届全国政协委员。